# 31e régiment d'infanterie « comte Bose » (1er régiment d'infanterie thuringeois)
Le 31e régiment d'infanterie « comte Bose » (1er régiment d'infanterie thuringeois) est une unité d'infanterie de l'armée prussienne de 1812 à 1919.

## Organisation

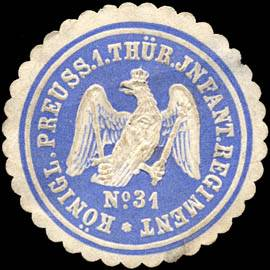
Marque de sceau du 31e régiment d'infanterie (1er régiment d'infanterie thuringeois)

### Nom
- 25 mars 1815 – 31e régiment d'infanterie
- 5 novembre 1816 – 31e régiment d'infanterie (3e régiment magdebourgeois)[1]
- 4 juillet 1860 – 31e régiment d'infanterie (1er régiment thuringeois) (Garde de Thuringe)
- 11 août 1894 – 31e régiment d'infanterie « comte Bose » (1er régiment thuringeois)

### Structure
1815
- 3e corps d'armée
  - 12e brigade
    - 30e régiment
    - 31e régiment

à partir de 1816
- 3e brigade (Erfurt)
  - 25e régiment (de)
  - 31e régiment
  - Régiment de cuirassiers prussien-oriental
  - Régiment d'uhlans brandebourgeois

5 novembre 1816
- 4e corps d'armée
  - 2e brigade
    - 31e régiment d'infanterie (3e régiment magdebourgeois)
    - 32e régiment d'infanterie (4e régiment magdebourgeois)

1849
- 2e corps d'armée (improvisé) de l'armée opérationnelle du Rhin
  - 1re division (improvisée) de celui-ci

1866
- 1re armée
  - 4e corps
    - 8e division d'infanterie
      - 15e brigade d'infanterie

1870
- 4e corps d'armée
  - 8e division d'infanterie
    - 15e brigade d'infanterie

à partir du 26 mai 1871
- 9e corps d'armée à Altona
  - 18e division à Flensbourg
    - 36e brigade d'infanterie à Rendsburg
      - 31e régiment d'infanterie « comte Bose » (1er régiment d'infanterie thuringeois) à Altona
      - 85e régiment d'infanterie « duc de Holstein » (régiment d'infanterie holsteinois) (de) à Rendsburg

### Organisation
- 1er et 2e bataillons (Mousquetaires)
- 3e bataillon (Fusiliers)
- Le 14 janvier 1851, un 4e bataillon est formé à partir des trois bataillons.
- 3 septembre 1866 – selon l'A.K.O. du même jour, les quatrièmes bataillons (pour autant qu'ils existent) des régiments d'infanterie sont dissous.
- Un 4e (demi-)bataillon existe temporairement à partir de 1893.

Pendant la Première Guerre mondiale, les différents bataillons sont répartis de manière tournante sur le terrain en :
- Bataillon de repos (bataillon R)
- Bataillon d'intervention (bataillon B)
- Bataillon de combat (K-Bataillon).

Un 4e (demi-)bataillon existe également temporairement.

#### Unités subordonnées
- pour le 2e bataillon détaché en Alsace, le 1er/L 55 (L=Landwehr) est attribué
- à partir de septembre 1915, un officier de liaison d'artillerie (A.-V.-O.) améliore la coopération entre l'infanterie et l'artillerie
- le 18 décembre 1916, une « compagnie de renseignements (Nachrichten-Mittel-Abteilung = N. M. A.) » est créée à l'état-major du régiment
  - 1 Leutnant
  - tous les postes téléphoniques
  - tous les signaux lumineux
- le 23 novembre 1916, la 13e compagnie est transformée en « Compagnie de pionniers d'infanterie (I. P. K.) ».
- en mai 1917, une « section de lance-mines (M.-W.-A.) » est créée
  - elle est composée de trois pelotons, dont chacune est affectée à un G.M. de bataillon

#### Cessions
- 5 mai 1860 – le 71e régiment d'infanterie est créé par la cession du 31e régiment d'infanterie et de landwehr.
- 27 septembre 1866 – Cession des 9e, 13e et 14e compagnies au 80e régiment de fusiliers
- 1er avril 1881 – Cession de la 3e compagnie au 129e régiment d'infanterie (de)
- 1er avril 1887 – Cession de la 6e compagnie au 137e régiment d'infanterie (de)
- 1er avril 1897 – Cession du 4e bataillon pour former le 163e régiment d'infanterie (de)

Pendant la Première Guerre mondiale :
- 13 août 1914 – la 12e compagnie doit être transférée à la 3e batterie de canons courts de marine (mortier de 42 cm) pour être couverte (retour le 19 octobre)
- 14 août 1914 – la 2e compagnie est chargée de la surveillance de l'aéroport de Liers (retour le 23 août)
- 27 mai 1915 – la 14e compagnie est transformée en 6e compagnie, après avoir été retirée pour former le nouveau 187e régiment d'infanterie.
- 23/24 avril 1917 – pendant la bataille du printemps d'Arras, le 85e régiment est renforcé par le 3e bataillon.
- 3 octobre 1917 – la 1re compagnie est mise à disposition du 6e régiment d'infanterie bavarois (de) à Langemark

## Armement et équipement

### Armement principal

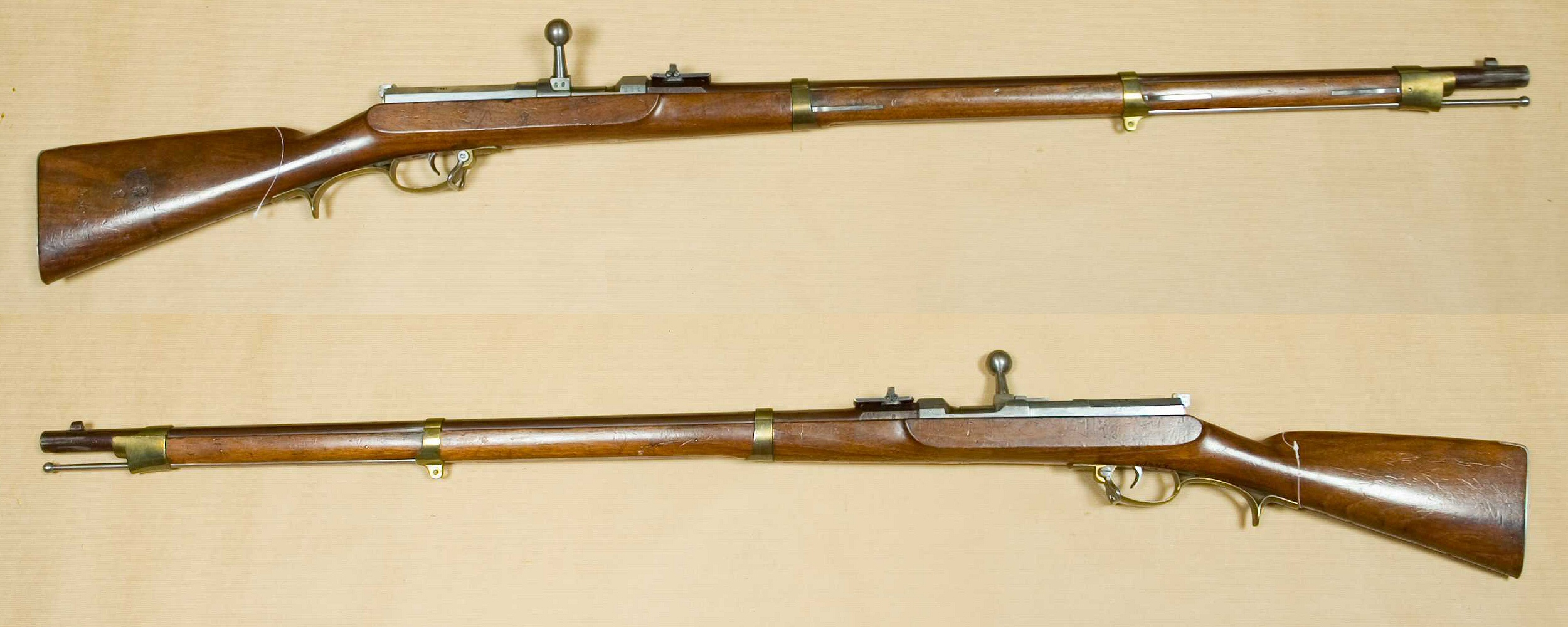
Fusil à percussion annulaire

- À partir de 1833, le régiment utilise des fusils de Sarrebruck.
- À partir de 1839, les fusils à silex (de) sont remplacés par des fusils à percussion. À partir de 1854, les mousquetaires reçoivent des fusils à percussion Dreyse.
  - L'introduction du tampon est repoussée à 1872 en raison de la guerre.
- Introduction du fusil à aiguille M/62
  - Bataillons de fusiliers (1867).
  - Bataillons de mousquetaires (1868).
- Le Gewehr M/71 est introduit à partir de 1874.
- En 1886, l'armée est réarmée avec le fusil à répétition 71/84.
- En 1889, le régiment est équipé du Gewehr 88.
- Pour le jugement du tir d'examen individuel, des cibles annulaires grises avec des cibles à tête collée sont utilisées pour la première fois.
- À partir de 1906, le régiment a été équipé du Gewehr 98.
- À partir de 1909, la 4e compagnie (1er bataillon) devient la Compagnie de mitrailleuses (C.M.M.).
- Comme première nouvelle arme dans la guerre de position, le régiment utilise dès janvier 1915 le Minenwerfer (M.W.).
- En outre, les soldats du régiment sont équipés de grenades à main à partir de janvier 1915.
- À partir d'avril 1915, chaque bataillon reçoit son propre véhicule blindé.
  - En contrepartie, la voiture de saut à quatre chevaux du régiment est rendue.
- À partir de l'été 1915, les moyens de protection contre les gaz font partie de l'équipement standard dans les tranchées.
- À partir de juillet 1916, des lance-flammes sont utilisés dans le régiment.
- La mitrailleuse MG 08/15 est utilisée à partir de juin 1917.
- Des grenades à fusil sont distribués à partir d'avril 1918.
- À partir de mai 1918, le Tankgewehr M1918 est utilisé.

### Uniforme
La couleur de base est à l'origine verte avec des pattes de col (en) et des revers rouges, pour les 1er, 2e, 3e et 4e bataillons, les deux étant bleu clair pour les 5e, 6e et 7e bataillons. La couleur des épaulettes est rouge pour les 1er et 5e bataillons, blanche pour les 2e et 6e, jaune pour les 3e et 7e et bleue pour le 4e.
Le régiment porte des pantalons gris avec un passepoil rouge, blanc en été, des manteaux gris avec un shako bas à la russe, des vêtements en cuir noir. Sur le rabat de l'étui à cartouche (en) est fixée une grenade flamboyante en tôle de laiton.
Lors de la campagne de 1815, le régiment porte de nouveaux uniformes :
- col et revers bleu clair
- rabat bleu foncé
- genouillère rouge
- pattes jaunes sous les aisselles avec un 31 rouge
- épée dans les bataillons de mousquetaires
- col écarlate (A. K. O. de 1816)
- épaulettes, revers et rabats rouges (A. K. O. de 1818)

Modifications de l'année 1820 :
- manteaux bleu foncé avec numéro de régiment
- casquette bleu foncé à rayures rouges (et, à partir de 1842, également avec une cocarde)

Modifications sous Frédéric-Guillaume IV :
- Les tchakos et les chaussettes fixées au creux des genoux sont remplacés par le casque et la tunique
- le harnais de cuir croisé sur la poitrine, la bretelle de sac à dos de la suspension du sabre et la ceinture à munitions sont supprimés
- la ceinture est introduite

16 mars 1867 :
- des cols rouges sont introduits à la place des cols de chemise
- les cols montants bas des manteaux sont remplacés par des cols rabattables hauts
- la barre arrière du casque est retirée[2],[3]
- au lieu de deux paires de bottes à tige courte, le régiment reçoit désormais une paire de bottes à tige courte et une paire de bottes à tige longue

12 mars 1887 :
- Les cartables et les ustensiles de cuisine sont réduits
- Modifications apportées au casque :
  - Rail sur l'écran frontal supprimé
  - Les chaînes d'écailles sont remplacées par des courroies d'assaut en cuir
- les vêtements en cuir blanc sont remplacés par des vêtements noirs
- Les meilleures compagnies de tir du corps d'armée portent des insignes de manche à partir de 1895.
- À l'occasion du centenaire de l'empereur Guillaume Ier, Guillaume II décrète que l'armée doit porter la cocarde impériale en plus de la cocarde nationale.

Première Guerre mondiale :
- À partir du 9 mars 1916, les membres du régiment portent des casques en acier.

#### Officiers
- Tous les officiers portent des shakos. En dehors du service, ils peuvent porter des chapeaux triangulaires à plumes noires.
- La jupe (de) se porte boutonnée.
- Les gorgerins doivent être portés au front.
- L'écharpe doit être portée en permanence.
- Seuls les officiers d'état-major et les adjudants portent des éperons.
- Tous les officiers portent des épées attachées à un baudrier en cuir noir sur des pantalons foncés, sinon en cuir blanc.
- Le port du pardessus (en) en tissu vert foncé n'est autorisé qu'en dehors du service.
- Le port de la casquette de campagne (en) est interdit lors des défilés.
- Les officiers d'infanterie portent, comme les soldats, des sacoches (en).
- Le port de la moustache est interdit.
- En s'engageant dans l'armée prussienne, les officiers abandonnent les insignes de campagne russes.
- 9 juin 1859 – Tous les capitaines sont à cheval.
- 1889
  - Les cavaliers doivent porter des bottes hautes lors du service à cheval.
  - Comme les épaulettes ne doivent plus être portées qu'à des fins de parade et de société, des épaulettes modifiées sont introduites.
  - Le port des éperons devient obligatoire pour les hauptmann.
  - Les chabraques sont simplifiées et n'ont plus de tresse dorée.
  - L'ancien couvre-casque blanc est remplacé par un couvre-casque de couleur écaille.
- 1893
  - L'ancien paletot gris est remplacé par un paletot noir.
  - Le commandant de compagnie ayant obtenu le meilleur résultat au tir se voit décerner un buste Sr. Majesté (expression de l'époque pour Sa Majesté).
- 1894
  - Le chef de la meilleure compagnie de tir est décoré d'un Fangschnur (de).
- 1895
  - Pour le petit service, une Litewka (de) en tissu bleu est introduite.
- 1896
  - Le bandeau de campagne (en) est prescrit pour la tenue de service.
  - L'écharpe n'est plus mise que pour les parades.
  - Les cavaliers sont équipés d'un porte-épée avec des lanières de cuir et d'un sac en toile (en).
- 1899
  - Le bagage des officiers est limité à une taille prescrite.
  - Une cape grise est introduite.
  - Des gants rouge-brun sont désormais obligatoires pour les manœuvres.

#### Porte-drapeau
- 1898
  - Les porte-drapeaux reçoivent un insigne correspondant sur la manche gauche,
  - ainsi qu'un fusil à canon latéral demi-long de nouveau modèle avec la poignée d'une épée d'officier[4],
  - Pour le service avec casque, il faut revêtir un gorgerin en laiton.

#### Officiers médicaux
- 29 avril 1869
  - des plaques d'identité sont portées comme signe de reconnaissance.
- 1896
  - Le port d'un bandeau de campagne (en) avec la tenue de service est prescrit.
- 13 février 1913
  - Les équipes sanitaires qui travaillent auprès des officiers sanitaires portent par A.K.O. l'uniforme de leur unité. Ils sont reconnaissables au fait qu'ils portent sur le bras droit un bâton d'Esculape en tissu jaune comme signe distinctif.

#### Équipages
- À partir de 1888, tout le régiment reçoit des vêtements en cuir noir. En été, l'équipement personnel est introduit selon le modèle 87. La botte à tige courte est remplacée par la chaussure à lacets (de).
- 1889
  - Pour des performances de tir exceptionnelles, le soldat concerné est récompensé par un cordon de tireur (de) composé d'un galon argenté avec des rayures noires
- 1891
  - Pour le petit service, le port d'une Litewka (de) en tissu bleu est introduit.
- À partir de 1893 (jusqu'en 1895), des gourdes, des gobelets et des ustensiles de cuisine en aluminium sont introduits. En outre, l'équipement est complété par un équipement de tente portable.
  - Le cordon des tireurs se compose désormais d'une cordelette argentée tressée.
  - La compagnie ayant obtenu les meilleurs résultats de tir peut désormais porter un insigne spécial sur la manche gauche.
- 1894
  - Introduction du manteau gris
- 1895
  - La troupe reçoit un nouveau modèle de sac à dos (en)
  - Suppression de la cartouchière arrière
  - L'havresac n'est plus porté qu'en bandoulière[5]
  - Le col montant (de) de la tunique est élargi et abaissé.

#### Corps de musique
- 1898
  - Pour les mettre en valeur, l'habillement des hobereaux d'état-major est fait d'un tissu plus fin que les tuniques.
  - Les épaulettes sont désormais faites de cordelette.
  - Les supports en tissu (des épaulettes) doivent être aux couleurs de l'unité.

### Drapeau

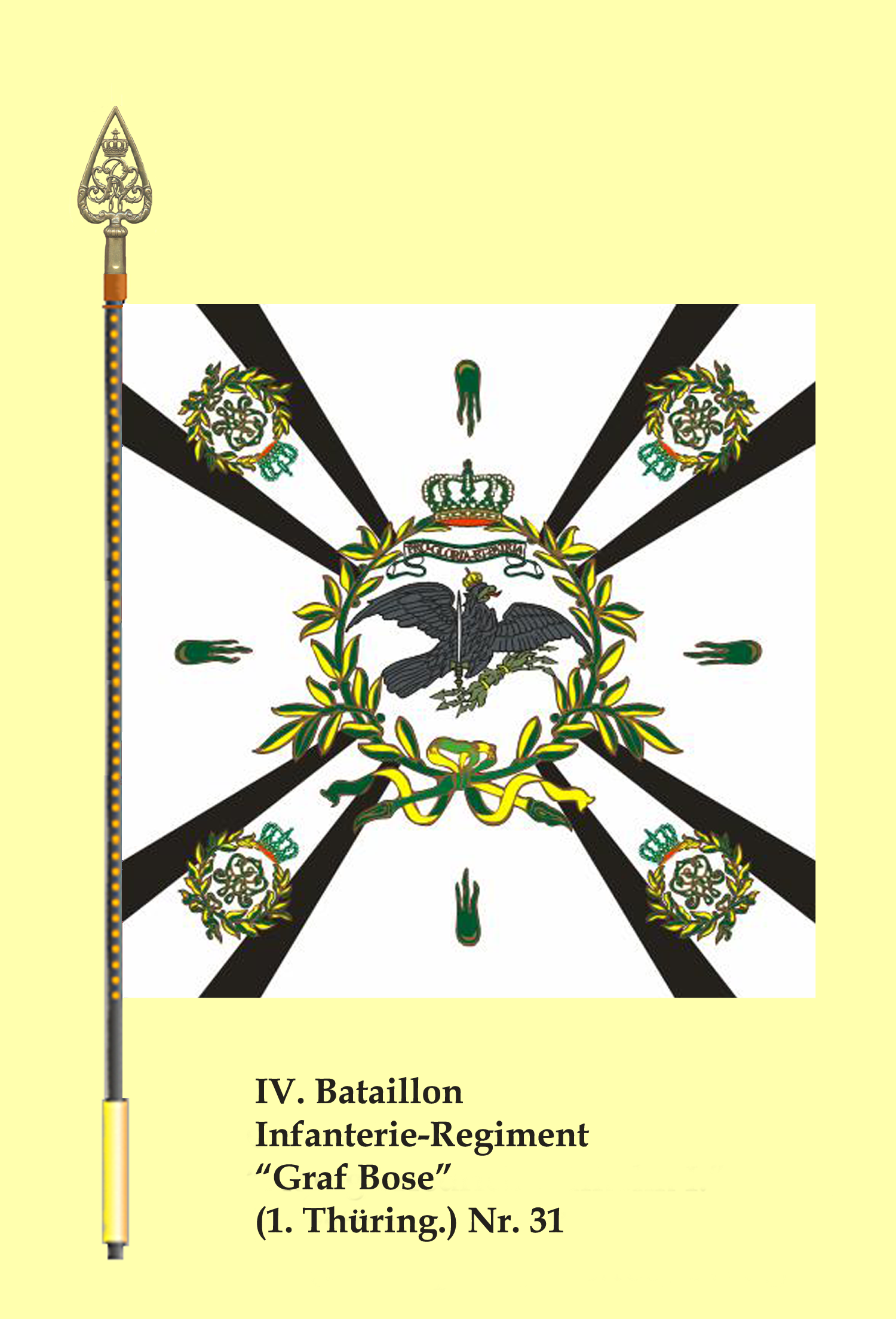
Drapeau du 4e bataillon

Par A.K.O. du 3 octobre ainsi que du 12 décembre 1815, chaque bataillon du régiment reçoit son drapeau par ordre de brigade du 7 février 1816. Ceux-ci sont en outre munis du ruban de la Médaille commémorative de la guerre de 1815. Ils arrivent en avril à Erfurt et sont cloués dans la maison du commandant de brigade par les plus anciens soldats du bataillon.
Le 21 avril 1816, les mousquetaires du 26e et du 31e de la garnison se réunissent sur le Graben (de), où leurs drapeaux sont bénis en présence du commandant d'Erfurt, le général von Bronikowski.
Ces derniers reçoivent le 12 janvier 1861 le ruban de la médaille militaire (de) avec épées en reconnaissance de leurs mérites lors des campagnes de 1848-1849.
Après le retour des bataillons de la guerre allemande dans leurs garnisons, leurs drapeaux reçoivent le 3 mars 1867 le ruban de la croix commémorative de la campagne de 1866 avec épées (de).
Après la guerre franco-allemande, les drapeaux reçoivent la croix de fer dans les pointes. La hampe du drapeau blessé du 1er bataillon est en outre dotée d'un anneau d'argent portant l'inscription « Beaumont (30 août) 1870 ». En outre, son ruban endommagé est remplacé et les restes sont réunis en forme de boucle au moyen d'une barrette avec plaque argentée portant la même inscription.
L'apparence des drapeaux (de) nouvellement attribués aux régiments d'infanterie de ligne de l'armée prussienne est uniformisée en 1890 par l'empereur et alignée sur les pattes d'aisselle de l'uniforme du soldat en fonction du corps auquel le régiment appartient et réglementée en conséquence. Les anciens drapeaux sont remplacés par les nouveaux lors de la prochaine participation du régiment aux manœuvres de l'empereur
Le 18 août 1895, les drapeaux reçoivent le ruban de la Médaille commémorative de la guerre 1870-1871. Les barrettes en argent portent les inscriptions suivantes : Beaumont, Sedan, Pierresitte, Stains, Épinay et Paris.
Le 1er janvier 1900, les drapeaux reçoivent des pinces séculaires sur des rubans noirs et argentés.
Lors de la manœuvre impériale du 5 septembre 1904 à Lurup, l'empereur Guillaume II décerne au régiment un nouveau foulard et renouvelle les drapeaux à l'occasion de la parade impériale.
Avec la lettre de reconnaissance du centenaire du régiment par l'empereur, des rubans séculiers sont attribués aux drapeaux.
Comme les drapeaux du régiment ne peuvent plus être utilisés dans leur sens initial pendant la Première Guerre mondiale, ils sont renvoyés fin juillet 1915 au commandement général à Altona.

## Histoire

### Mise en place
Dans la Légion russo-allemande, trois bataillons sont constitués pour former la 2e brigade. Il s'agit des 3e, 4e et 6e bataillons. Le 3e est formé en 1813 à Mitau, le 4e à Königsberg à partir de différents groupes. Le 6e bataillon est formé de janvier (à Landsberg an der Warthe) à août 1814 (à Sternberg). Il recrute parmi les Mannschaften (de) du 104e régiment d'infanterie saxon (de), autrefois capturé à Lunebourg. Le capitaine de la brigade est nommé par la Garde russe, le lieutenant-colonel « von Wardenburg », passé à la Légion.
| Bataillon de la Légion | Officier | Hommes | Chevaux | Total |
| ---------------------- | -------- | ------ | ------- | ----- |
| 3e bataillon           | 18       | 839    | 35      | 857   |
| 4e bataillon           | 17       | 832    | 46      | 849   |
| 6e bataillon           | 16       | 519    | 3       | 535   |
| Total                  | 51       | 2 190  | 84      | 2 241 |

La Légion allemande est affectée au 3e corps d'armée allemand, composé de Saxons, sous les ordres du Generalleutnant von Thielmann, qui dépend de l'armée du Bas-Rhin du général Kleist von Nollendorf. Par l'ordre d'armée du 9 juillet 1814, la 1re brigade forme le 1er régiment et la 2e le 2e régiment de la légion allemande. Le commandement de la légion est confié au colonel Carl von Clausewitz, celui du 2e régiment au colonel Ferdinand von Stülpnagel. Les 3e, 4e et 6e bataillons deviennent respectivement les 1er, 2e et 3e, ce dernier étant appelé bataillon de fusiliers à partir du 10 mai 1815. Conformément à l'A.K.O. du 25 mars 1815, il est établi que tous les régiments d'infanterie doivent être nommés d'après leur numéro de matricule.
Ainsi, le 1er régiment de la Légion reçoit le numéro 30 et le 2e le 31. L'entrée du régiment dans l'armée prussienne a lieu le 29 mars 1815.
La date de fondation du régiment est fixée au 6 septembre 1812.

### Garnison
- 1816
  - Erfurt
  - Nordhausen
- 1820
  - Erfurt (1er et Fusiliers)
  - Weißenfels (2e)

1849-1850 (1er et bataillon de fusiliers)
- Francfort-sur-le-Main
  - Des fusiliers sont détachés auprès du corps d'occupation dans le Bade

- 1869
  - Erfurt
- 1871
  - Altona – Caserne de Viktoria (de)

### Période de paix
Le 8 décembre 1815, les mousquetaires entrent dans les quartiers qui leur ont été attribués dans un premier temps à Erfurt et les fusiliers à Nordhausen. De Nordhausen, ils sont transférés à Langensalza en mars 1816, mais reviennent à Nordhausen dès novembre. Vers 1818, ils obtiennent une garnison à Erfurt. Le 2e bataillon retourne à Nordhausen après les manœuvres d'automne de cette année-là. Il y reste deux ans avant de s'installer à Weißenfels. Là, le château (de) sert de caserne. De retour du Rhin, les fusiliers restent à Weißenfels et les mousquetaires à Erfurt. La durée de service de deux ans est introduite et une bibliothèque régimentaire est créée, avec un fonds initial de 200 livres.
En 1830, alors que le régiment est rassemblé pour une manœuvre à Querfurt, l'ordre est donné au 4e corps d'armée de marcher sur le Rhin.
De mai à août 1831, le prince Adalbert sert comme commandant de la 9e compagnie du bataillon de fusiliers.
En 1833, le régiment s'installe pour la première fois dans un camp de tentes. Il est situé à Rothensee, près de Magdebourg.
En tant que premier bataillon de fusiliers de l'armée, une musique de clairon est introduite en 1837.
C'est par une parade des bataillons de mousquetaires sur la Friedrich Wilhelmplatz (autrefois dem Graben) d'Erfurt que débutent les festivités du 25e anniversaire du régiment, le 31 mars 1838.
En 1842, sous le règne de Frédéric-Guillaume IV, la manière de porter le fusil est modifiée. Au lieu d'être porté à l'épaule gauche, enserré par le poing au bas de la crosse, il doit désormais être porté de la main droite, par le pontet. Les compagnies sont divisées en colonnes (de).
La révolution de 1848 a également des répercussions à Erfurt. C'est dans cette ville, la capitale de la démocratie, que l'on s'efforce de proclamer la République de Thuringe. Les révolutionnaires forment leur propre garde. Pour renforcer la garnison d'Erfurt, l'équipe du bataillon de la Landwehr d'Erfurt est appelée le 19 novembre. Le 24 novembre a lieu le seul combat important dans la ville pendant la révolution. Un des bataillons de mousquetaires est envoyé le 16 mars 1849 à Altenbourg pour maintenir l'ordre, d'où il revient le 30 mai.
En 1850, une division mixte est formée à Erfurt, où le 2e bataillon reste en réserve, sous le commandement du général prince Radziwill.
La période de service de deux ans introduite en 1837 est modifiée en 1852 pour devenir une période de trois ans.
Lors des festivités du couronnement du roi Guillaume Ier à Königsberg, le régiment est représenté par son commandant et son drapeau. Leur chef de régiment, nommé à cette occasion, accueille son régiment pour la première fois le 19 novembre 1863 à Erfurt et célèbre avec lui le 31 mars 1865 le cinquantième anniversaire de son régiment.
Par le décret du ministre de la guerre du 3 juin 1869, Weißenfels est abandonnée comme lieu de garnison.
Après la fin de la guerre franco-allemande, le régiment passe au 9e corps d'armée et s'installe dans sa nouvelle garnison à Altona les 3 et 4 juillet 1871, où la caserne Viktoria est bientôt construite. Jusqu'alors, ils se trouvent dans la caserne centrale et la caserne de cavalerie. Dès le 2 octobre, le commandant de la division, le lieutenant-général Karl von Wrangel, visite les compagnies.
Les A.K.O. de 1873 et 1875 abandonnent la contremarche (de), la formation en colonne par avancement des sections et le développement à partir de la profondeur.
Pour les 50 ans de service de leur chef de régiment, le 29 octobre 1871, une épée offerte par les officiers, les médecins et les payeurs du régiment lui est remise. Après sa mort, son épouse, Therese von Barnim, offre l'épée au 31e corps d'officiers, à condition que leur commandant la porte lors des occasions festives. Depuis lors, l'épée repose dans une boîte en verre au mess des officiers et n'est portée que pour l'anniversaire de l'empereur.
Le 2 septembre 1873, jour anniversaire de la capitulation de Sedan, le général commandant le 9e corps d'armée, qui se trouve à la suite du régiment, est nommé du nom de son nouveau chef. Le fort n°11 de la forteresse de Strasbourg a déjà reçu la veille le nom de « Bose ».
Le 75e anniversaire du régiment est célébré le 31 mars 1890. Le général commandant, le général d'infanterie Paul von Leszczynski, effectue le défilé.

#### Kaisermanöver
- 1875 – le 31e régiment participe pour la première fois à la manœuvre qui se déroule cette année-là près de Rostock et passe devant l'empereur lors du défilé.
- 1904 – lors de la parade impériale de la manœuvre qui se déroule cette année à Altona, le régiment reçoit les nouveaux drapeaux cloués le 28 août à l'arsenal de Berlin par l'empereur, les colonels généraux Wilhelm von Hahnke, les comtes von Schlieffen et d'autres. Dans l'atrium, les drapeaux sont bénis par l'aumônier militaire Max Wölfing, en présence du chef de l'armée catholique[8].

#### Tir de récompense
Afin d'améliorer la qualité du tir, un tir de récompense annuel est fixé pour les officiers et les sous-officiers du corps.
- Le meilleur officier reçoit une épée gravée au nom de Sa Majesté.
- Le meilleur sous-officier reçoit une montre en or.

À partir de 1890 :
- le meilleur tireur de la compagnie la plus performante du corps reçoit un insigne impérial
- le commandant de compagnie un écu d'argent
- le mess des officiers du régiment un buste de l'empereur comme souvenir durable

Avec l'A.K.O., le tir de récompense, qui n'est plus à la mode, est complètement supprimé et remplacé par le tir comparatif. De plus, le tir de combat du régiment se déroule pour la première fois en groupe.
Le régiment reçoit l'insigne impérial de 1898 à 1904 et en 1909.

### Campagnes

#### Campagne d'Allemagne

##### Campagne de Russie

###### Campagne dans le Mecklembourg
En août 1812, la Légion russo-allemande, dont est issu plus tard le régiment parmi d'autres unités, est formée. L'Oberstleutnant von Wardenburg dirige la 2e brigade.
Lors de la bataille de la Göhrde, il la conduit au-delà d'Oldendorf, à l'arrière de l'ennemi. Quelques jours plus tard, il participe à la reconnaissance près de Büchen et forme une sentinelle (en) près de Boizenburg/Elbe.

###### Campagne du Holstein et blocus de Hambourg
La 2e brigade dépend du corps « Wallmoden » de l'avant-garde du général Wilhelm von Dörnberg. Les Français sous les ordres de Davout ont été repoussés derrière la Stecknitz (de) et la Trave.
Le 4 décembre 1813, elle combat lors de la bataille de Boden et se dirige le lendemain vers Oldesloe, déjà abandonnée. Sur le chemin de Segeberg, elle rencontre de la résistance à Klein Gladebrügge. Sur le chemin de Sehestedt à Habye, la bataille a lieu à Sehestedt, la brigade repousse les Danois à Rendsburg et y reste jusqu'à l'armistice.
Le 18 janvier 1814, le corps d'armée « Wallmoden » part pour Harbourg (de) et atteint l'Elbe trois jours plus tard. Tant Hambourg (de) que la tête de pont de Harburg sont occupées par les troupes du maréchal Davout et sont bloquées. Après deux combats à Neuland (de), les villes sont conquises. La brigade se rend ensuite à Brême où elle participe à un défilé devant le duc de Cambridge ainsi que le duc d'Oldenbourg qui est revenu.
Le 23 mars, à l'instigation de Wallmoden, la brigade est chargée d'assiéger la forteresse d'Anvers, où arrive le 6 avril la nouvelle de l'issue de la bataille de Paris, qui met fin à la guerre. Comme les membres russes et belges de la légion rentrent chez eux, la légion menace de se dissoudre. La Prusse offre aux Allemands la possibilité d'entrer au service de la Prusse tout en conservant leur grade. C'est ainsi que la Légion germano-russe devient une Légion allemande. Celle-ci défile pour la première fois en tant que telle le 21 juillet 1814 devant le général Friedrich von Kleist à Aix-la-Chapelle.

##### Campagne de Belgique
À midi, le 16 juin 1815, la Légion, venant de Namur, arrive au Point du Jour. De là, on suit d'abord l'évolution de la bataille de Ligny. Ce n'est que vers 16 heures, lorsque la division du général Hulot s'avance sur le mont Potriaux, que le régiment, jusque-là passif, commence à participer activement à la bataille en comblant la brèche qui s'est créée et en arrêtant la division. Pour la contre-attaque qui suit, il doit cependant quitter le village en direction de Sombreffe. Gneisenau, qui se trouve au nord de Brye, a donné l'ordre de se replier sur Wavre. Peu après minuit, le corps de Thielmann quitte Sombreffe en tant qu'arrière-garde.
La bataille de Wavre a pour but d'empêcher les Français de se rendre à Waterloo. Les Français qui s'y trouvent ne doivent pas recevoir de renforts. Pour ce faire, le 31e régiment défend dans un premier temps trois passages sur la Dyle. Lorsque la cavalerie française les franchit ailleurs, Stülpnagel ordonne de se retirer des passages. Bien que les passages n'aient pas pu être tenus, le retard occasionné est si important pour les Français qu'ils ne peuvent plus arriver à temps. C'est ainsi qu'arrive la nouvelle que Napoléon a été écrasé à Waterloo. Les forces françaises ont dû quitter la Belgique et la campagne prend fin.
Les Prussiens suivent la retraite des Français en direction de Paris. Lorsqu'on apprend que l'on s'installe à Paris pour se défendre, il est décidé de contourner Paris afin d'entrer dans la ville par le sud. En chemin, le corps d'armée est encore impliqué dans le combat d'Issy le 3 juillet 1815, mais peut entrer dans la ville le 8 juillet 1815. Le 21 septembre, le corps quitte à nouveau la ville et défile pour la première fois le 3 octobre devant le roi Frédéric-Guillaume III dans la plaine de Grenelle.
La campagne se termine par le traité de Paris du 20 novembre 1815.

#### Le régiment sur le Rhin
Après la révolution de juillet et l'indépendance de la Belgique qui s'ensuit, les effectifs des troupes sont augmentés à l'ouest. C'est ainsi que le régiment marche vers Coblence, d'où il se voit attribuer Cologne comme garnison provisoire. Le 28 septembre 1830, le régiment s'installe dans la caserne des Franciscains et le Blankenheimer Hof (de).
Le 31 décembre 1831, le prince Guillaume de Prusse, nommé gouverneur général de la province de Rhénanie, arrive à Cologne. Son fils, le prince Adalbert, est transféré au régiment et prend le commandement de la 9e compagnie le 3 mai 1831 et celui du bataillon de fusiliers de juillet à août.
En mai 1832, le retour du corps d'armée dans sa province d'origine est ordonné. Cependant, des troubles attendus à Aix-la-Chapelle en juillet retardent le départ. Le bataillon de fusiliers du régiment prend provisoirement ses quartiers entre Juliers et Aix-la-Chapelle. Le régiment part à la mi-août et rejoint ses anciennes garnisons en septembre.

#### Le bataillon de fusiliers à Berlin
Le mouvement révolutionnaire de février 1848 (révolution de février) s'étant propagé de Paris aux grandes villes allemandes, la Kommandantur de Berlin prend contact avec le commandement général du corps de la Garde. Afin de pouvoir lutter efficacement contre le trouble à l'ordre public, il est envisagé de faire appel à des troupes étrangères.
Comme ces événements menacent également la Saxe, et plus particulièrement Leipzig, le generalmajor Franz Karl von Werder réunit à Halle un corps d'observation (de) composé de troupes du 4e corps d'armée, parmi lesquelles le 31e bataillon de fusiliers, pour le 11 mars. Le 17, le bataillon est embarqué pour Berlin (Révolution de mars), où il est placé sous les ordres de la 5e brigade d'infanterie, du major général Wilhelm von Thümen. Celle-ci est à son tour placée sous les ordres du général Karl von Prittwitz.
Après les combats et la révolte des barricades (de), le roi Frédéric-Guillaume IV fait des concessions aux insurgés. L'une de ces concessions est le retour de toutes les troupes dans leurs casernes ou le retrait des troupes étrangères.

#### Guerre des Duchés
Le bataillon de fusiliers venu de Berlin après la révolution de Mars est transporté par train de Nauen à Havelberg le 28 mars et doit atteindre Rendsburg le 11 avril en passant par Altona. Le lieutenant-général Radziwill est nommé commandant des troupes prussiennes. Dans son état-major se trouve l'hauptmann von Fransecky, qui deviendra plus tard le commandant du régiment.
Jusqu'au 23 avril 1848, date à laquelle a lieu la bataille du Schleswig, la deuxième colonne, placée sous les ordres du général Frédéric von Wrangel et commandée par le major général von Bonin, se rassemble. Le bataillon fait partie de cette colonne. Ce jour-là, la colonne se dirige vers le Schleswig et atteint le Danevirke vers midi. Le soir, celui-ci, le château de Gottorf et Schleswig sont conquis. Les Danois se retirent des deux côtés du Langsee (de). Dans les jours qui suivent, le bataillon avance jusqu'à Kolding en passant par Flensbourg et Apenrade. Il y reste jusqu'au 25 mai. De là, il se dirige vers le château (da) de Gravenstein, où il bivouaque.
Lors de la bataille de Düppel, le 5 juin, jour de l'anniversaire d'Ernest-Auguste de Hanovre, le 31e régiment s'approche de Düppel (da) par l'ouest et conquiert le village. En raison d'un soutien insuffisant, il est cependant contraint de quitter le village pendant la nuit. Après le combat interrompu dans la nuit, on attend l'offensive ennemie dans la journée, mais elle n'a pas lieu. Le bataillon retourne à Flensbourg le 20.
L'armistice de Malmö du 26 août met fin à la guerre. À partir du 5 septembre, le bataillon est en marche arrière, atteint Spandau le 20 septembre et participe le lendemain à une parade devant le roi. En raison des tumultes persistants à Berlin, le bataillon est cantonné à proximité de la ville. Le 10 novembre, il entre dans Berlin par la porte d'Oranienbourg. Le 24 novembre, il est affecté au maintien de l'ordre dans le Brandebourg. Lorsque la situation se détend, il est retiré le 15 décembre et entame sa marche vers sa garnison d'origine.

#### Campagne dans le Bade
Au printemps 1849, lors de la campagne pour la Constitution du Reich, le grand-duc Léopold de Bade, destitué, demande l'aide de la Confédération allemande. La Prusse met alors sur pied deux corps d'armée, dont font partie le 1er et le 31e bataillon de fusiliers. Les deux corps et le corps du Neckar (de) sont placés sous le commandement suprême du futur empereur en tant qu'armée d'opération sur le Rhin.
Armée opérationnelle sur le Rhin (Prince de Prusse)
- 1er corps d'armée (Moritz von Hirschfeld) à Kreuznach
- 2e corps d'armée (Karl von der Groeben (de)) à Francfort-sur-le-Main
  - 1re division
    - Brigade (von Schack)
      - 1er et bataillon de fusiliers

- Corps du Neckar (Eduard von Peucker) entre le Necker et le Main

Le 1er mai, l'ordre de mobilisation est émis pour le 1er bataillon de fusiliers, le 2e, qui sert de réserve, n'arrive que le 15. C'est au cours de cette campagne que les fusiliers utilisent pour la première fois le fusil Dreyse.
Le 21 juin, Ladenburg et son pont ferroviaire (de) sont attaqués et capturés. Le 22, le corps d'armée quitte la ville en direction de Heidelberg. Les insurgés qui s'y retirent sous la direction de Mierosławski sont chassés de la région après la bataille de Heidelberg, aux premières heures du 23 juin.
Dans le cadre de la reconnaissance militaire, un combat de reconnaissance a lieu le 28 juin 1849 près d'Ötigheim. La troupe poursuit sa route vers Rastatt, menant le combat à Federbach (de) et Hirschgrund, suivi du combat à Steinmauern lors de la traversée de la Murg. La forteresse de Rastatt (de) est encerclée par les troupes prussiennes. Le chef des insurgés, Ludwik Mierosławski, démissionne de son commandement suprême et se réfugie en Suisse. Tandis que le prince de Prusse poursuit sa route vers le sud avec les autres corps, le 2e corps d'armée mène le siège de Rastatt. Le régiment participe à l'encerclement de la forteresse du côté d'Ettlingen. Après huit jours, les assiégés font une tentative de sortie infructueuse près de Rauenthal et se rendent le 23 juillet.
Les 19 et 20 novembre 1850, les bataillons sont transférés par chemin de fer à Eisenach, où ils doivent rejoindre le corps « Gröben ». Avec la conclusion du traité d'Olmütz, le corps est dissous. Le 26 janvier 1851, il est décrété que le 4e corps d'armée doit réintégrer ses garnisons.

#### Guerre austro-prussienne
Après l'ordre de préparation à la guerre du 3 mai 1866 et l'ordre de mobilisation reçu le 6 mai 1866 à Erfurt et Weißenfels, les régiments sont mobilisées et quittent leurs garnisons 16 et 17 mai. La Prusse se retire de la Confédération germanique dès le 14 juin.
2e armée (Frédéric-Charles de Prusse)
- 4e corps (Hans Wilhelm von Schack)
  - 8 division (August von Horn)
    - 15e brigade (Julius von Bose)
      - 31e régiment (von Freyhold)

L'avant-garde de la 8e division se heurte pour la première fois à l'ennemi le 24 et le vainc au combat près de Langenbrück. Le soir du 26 juin, elle combat sous les ordres du général de brigade et futur chef de régiment Julius von Bose lors de la bataille de Podol. Il dirige le régiment car son commandant a été tué la veille.

Bataille de Königgrätz (peinture de Georg Bleibtreu)

Le prince héritier de Saxe, commandant en chef des troupes saxonnes combattant contre la Prusse, a l'intention de marcher vers Josephstadt (cs) pour rejoindre l'armée principale et couvrir le départ de Münchengrätz avec l'arrière-garde.
Le 28 au matin, la 8e division quitte Podol, traverse la Jizera et se lance dans la bataille de Münchengrätz. Lorsque la division traverse Gitschin, récemment conquise, l'ancien chef de division au ministère de la Guerre, désormais nouvellement nommé commandant du régiment, rejoint le 31e régiment.
Le matin du 3 juillet, la division franchit la Bistritz à Sowetitz et arrive dans la forêt de Hola. Elle y reste en alerte pendant environ cinq heures. Une fois la bataille terminée, les clairons donnent le signal à 15 heures, et le 31e régiment quitte la forêt pour se diriger vers Stresetitz. À partir de ce moment, il marche vers le Danube. La frontière morave est franchie le 11 juillet et le 12 juillet, le régiment prend ses quartiers au château de Czernahoras. Le 17 juillet, le régiment arrive à Holitsch (Hongrie). À la suite de la proposition du général von Bose lors de la réunion au château du comte Palffy à Stampfen, la position de Blumenau est contournée non pas par l'ouest, comme lors de la révolution hongroise, mais par l'est. Le matin du 22 juillet, la 8e division se trouve au sud de Bisternitz lorsque la bataille de Blumenau, le dernier affrontement entre Prussiens et Autrichiens, commence. Elle est interrompue à 12 heures, l'armistice étant entré en vigueur. Le 31, à 9 heures du matin, le 4e corps d'armée, la cavalerie de réserve et une partie du 3e corps d'armée font une parade devant le roi Guillaume à Unter-Gänserdorf sur le Marchfeld (de), face à la tour Saint-Étienne. Le chef du régiment est à la tête de ses 31. De là, le régiment se rend dans sa garnison d'origine.

#### Guerre franco-allemande
Le matin du 16 juillet 1870, l'ordre de mobilisation est donné au 31e régiment, qui est mobilisé en neuf jours.
2e armée (Frédéric Charles de Prusse)
- 4e corps (Gustav d'Alvensleben)
  - 8e division (Alexander von Schoeler)
    - 15e brigade d'infanterie (Johann Friedrich August Keßler)
      - 31e régiment (von Bonin)

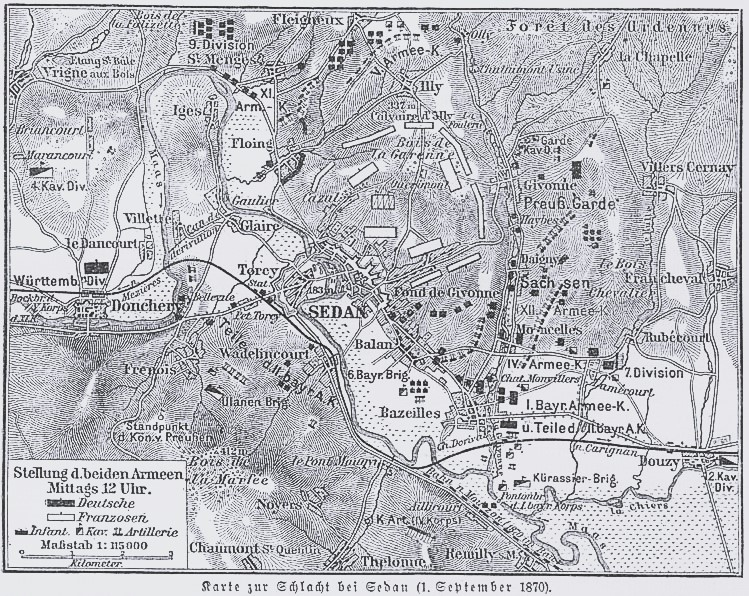
Carte de la bataille de Sedan

Le 7 août, le régiment franchit la frontière française à Petit-Réderching. À partir du 20 août, le corps de la Garde, le 4e et le 12e forment l'armée de la Meuse (4e armée) sous le commandement du prince héritier de Saxe. Lorsque le 31e régiment traverse Anzécourt le 26 août, le roi Guillaume passe devant eux pour la première et unique fois de cette campagne. Celui-ci vient de transférer le quartier général de Bar-le-Duc à Clermont. Le lendemain, le régiment contourne Verdun. Au nord de Beaumont, la division s'engage dans la bataille de Beaumont.
Après le combat, la troupe se déplace vers la Meuse. Le 4e corps d'armée doit se tenir prêt à apporter son soutien à l'ouest de Mouzon et combat ensuite lors de la bataille de Sedan. Le corps d'armée avance ensuite en direction de Paris. Le 31e régiment utilise les mêmes chemins qu'il a déjà empruntés 55 ans auparavant.
Le siège de Paris commence le 19 septembre. Pendant celui-ci, le régiment participe à des combats à Pierrefitte, Montmagny et Épinay.
Lors de la proclamation de l'empereur (de) en janvier 1871 à Versailles, des députations du 4e corps d'armée, dont celle du 31e, sont également détachées. Le 4e corps est démobilisé le 27 mars. Par ordre du 26 mai, le régiment passe de la formation du 4e corps d'armée à celle du 9e corps d'armée, l'A.K.O. du 11 avril 1871 attribue au régiment Altona comme nouvelle garnison, la 36e brigade d'infanterie devient une partie de la 18e division et le 29 mai, le 31e entame leur marche de retour. La frontière est franchie le 25 juin près de Sarrelouis. De Birkenfeld, le chemin de fer amène le régiment dans sa nouvelle garnison.
Sur le Zeughausmarkt (de) de Hambourg, le régiment est accueilli par le général Gustav von Manstein et est conduit à travers le faubourg de St. Pauli jusqu'à la frontière d'Altona. Sur la place au bout de la Königstraße (de) d'Altona, ils sont accueillis par le maire Vogler, représentant le maire Friedrich Gottlieb Eduard von Thaden (de).

#### Révolte des Boxers
Un officier, neuf sous-officiers et 48 équipages participent à une expédition en Chine. Tous sont rentrés à l'exception d'un mousquetaire qui y est mort.

#### Première Guerre mondiale
Avec la mobilisation de l'Autriche-Hongrie le 31 juillet 1914, le « danger de guerre imminent » est proclamé en Allemagne. La mobilisation du régiment dure du 2 au 6 août, avant qu'il ne parte et arrive le 9 août à Aix-la-Chapelle, où il doit rester deux jours.
|               | Officiers | Hommes | Chevaux | Total |
| ------------- | --------- | ------ | ------- | ----- |
| Regts.-Stab   | 3         | 52     | 15      | 55    |
| 1er bataillon | 30        | 1 129  | 103     | 1 159 |
| 2e bataillon  | 26        | 1 052  | 58      | 1 078 |
| 3e bataillon  | 26        | 1 054  | 58      | 1 080 |
| Total         | 85        | 3 287  | 234     | 3 372 |

|               | Officiers | Hommes | MG | Chariot à munitions | Total |
| ------------- | --------- | ------ | -- | ------------------- | ----- |
| État-major    | 2         |        |    |                     | 2     |
| 1er bataillon | 22        | 949    | 6  | 3                   | 971   |
| 2e bataillon  | 22        | 971    |    |                     | 939   |
| 3e bataillon  | 22        | 959    |    |                     | 981   |
| Total         | 68        | 2 879  | 6  | 3                   | 2 937 |

La 18e division du lieutenant-général Max von Kluge est placée sous les ordres de la 1re armée, sous le commandement du generaloberst Alexandre von Kluck, et du 9e corps d'armée (général commandant Ferdinand von Quast). Elle se compose entre autres de la 36e brigade d'infanterie, commandée par le baron von Troschke, à laquelle appartient entre autres le régiment.

##### 1914
Le 11 août, le régiment passe la frontière et se dirige d'abord vers Liège, conformément au plan Schlieffen. En chemin, Battice, qui a été détruite, est traversée. Le 2e bataillon reçoit l'ordre d'incendier le village d'Hermée, le 3e bataillon celui de Vivegnis. Des francs-tireurs sont actifs dans les deux villages. Ceux-ci sont redoutés du côté allemand depuis la guerre franco-allemande. Le régiment reçoit son baptême du feu sur le chemin de Tirlemont lors de la bataille de la Gette, suivie d'un combat de nuit à Cumptich. Il combat ensuite à Obourg lors de la bataille de Mons. Le 25 août, le régiment entre en territoire français à Curgies et Sebourg. Après un combat à Château-Thierry, le régiment atteint la Marne au début de la bataille de la Marne. En liaison avec le 85e régiment, Courgivaux est conquise et, après le passage de l'Ourcq, le combat a lieu à Ormoy avant que la 1re armée ne se replie à nouveau derrière l'Aisne. Sans le savoir, le tournant de la guerre est atteint ici.
Le 31e régiment se bat lors de la bataille de l'Aisne, et reçoit le 19 septembre le premier transport de remplacement (de) d'Altona, avant de conquérir Autrêches depuis Moulin-sous-Touvent. C'est la fin de la guerre de mouvement pour l'unité et le début de la guerre de positions. Le 6 octobre, le régiment est replié à l'arrière, à Blérancourt, pour y former, avec le 76e régiment, la brigade « Troschke » de la nouvelle division d'infanterie « von Luckwald ». Le major Marggraff, issu du régiment jumeau de la 36e brigade d'infanterie, est nommé en novembre nouveau commandant du régiment, le régiment lui-même est vacciné contre le typhus et la population d'Autrêche, soupçonnée d'espionnage, est transférée dans des lieux à l'arrière.

##### 1915

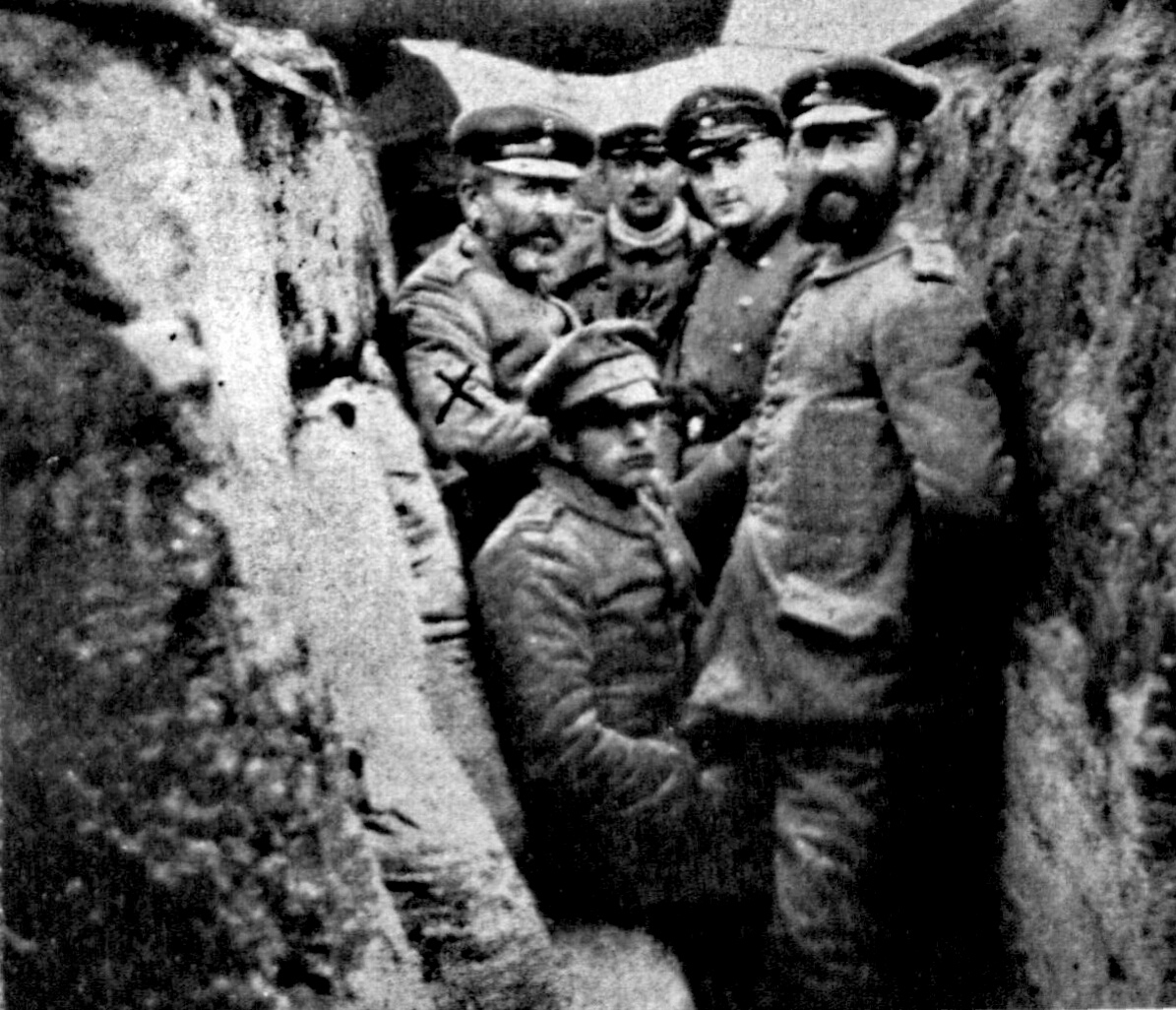
Richard Dehmel (X) dans les tranchées

Le 2e bataillon quitte la formation régimentaire (de) le 3 janvier. Le 7 janvier, le poète volontaire de guerre Richard Dehmel, âgé de 54 ans, qui a rejoint le régiment avec la première réserve, est promu leutnant.
Le 16 mars, le bataillon de réserve participe, parmi d'autres réserves, à un défilé devant l'empereur Guillaume II et le commandant en chef de la 1re armée, Alexander von Kluck, à Blérancourt. À l'occasion de son centenaire, le régiment reçoit le 25 mars 1915 une lettre de reconnaissance de l'empereur.
Après trois jours de bombardement d'artillerie, les combats dits de juin de Moulin-sous-Touvent commencent lorsque l'ennemi tente de percer la position du 86e régiment (de) de fusiliers. Les compagnies de repos des 31e et 85e régiments sont immédiatement mises à la disposition du régiment. Malgré des pertes importantes des deux côtés, le front reste stable.
À partir de la mi-septembre, le corps d'armée est subordonné à la 7e armée. En septembre, l'ennemi, sous les ordres des généraux Joffre et French,  tente une percée en Artois et en Champagne. Le 25 septembre, les 3e et 7e compagnies du 31e régiment et la 1re et 3e compagnies du 86e régiment, qui sont en réserve de corps d'armée, sont transférées en tant que bataillon dans la bataille de Champagne.
À la mi-octobre, la 18e division d'infanterie est transférée à la 3e armée après 13 mois de guerre de position. La bataille de Champagne touchait à sa fin et le 31 est engagé à Sainte-Marie-à-Py.

###### Le2ebataillon dans les Vosges
Fin 1914, un théâtre d'opérations d'importance secondaire en Haute-Alsace, près de la frontière suisse, devient un point faible potentiel sur le front occidental. Pour y remédier, une brigade mixte composée du 9e corps d'armée ainsi que du 9e corps de réserve est créée.
La brigade est composée de :
- 75e régiment d'infanterie de réserve
- Régiment Weber (de)[12]
  - 2e/31e régiment
  - 2e/84e régiment
  - 2e/89e régiment (de)

Elle conquiert et tient Hartmannswillerkopf. En mars, elle est transférée à Gehweiler (de), d'où le 31e retourne à Autrêches en avril.

##### 1916
L'opération Champagnekenner », la conquête et l'occupation du territoire adverse a lieu le 12 février. Cette opération a pour but de détourner l'attention de l'adversaire d'une autre opération dans le secteur du corps. Les leçons récemment acquises par Wilhelm Rohr sont appliquées à cette opération. Ainsi, une compagnie est engagée comme troupe d'assaut et des lance-flammes sont utilisés. Les Français réussissent cependant à reconquérir une partie du territoire gagné dès les 24 et 25 février. Le 1er mars, le régiment quitte le front pour se mettre en convalescence et revient le 16.
Contrairement au 85e régiment, le 31e régiment ne participe finalement pas à l'attaque chimique préparée depuis le 17 avril, l'opération « Neue Feldküche », qui ne peut toutefois pas être réalisée dans un premier temps en raison des conditions météorologiques. Leurs bouteilles de gaz sont démontées le 21 mai.
Le corps est relevé le 18 juin et devient une réserve de l'OHL. Il est ensuite envoyé dans la Somme. Lors du premier engagement du régiment lors de la bataille de la Somme, ils sont repoussés d'Horngy à Licourt en passant par Misery, avant d'être retirés à l'arrière le 26 juillet. Là, le régiment parade le 9 août à Wassigny devant le général commandant Ferdinand von Quast du 9e corps d'armée. Le 17 août, le régiment est de retour dans la Somme. Il se trouve devant Estrées, d'où l'ennemi attaque le 4 septembre et repousse le 31e régiment, qui y perd sa 6e compagnie, derrière Berny. Le lendemain, la contre-attaque ne permet de reprendre que Berny, avant que la ligne de front ne se fige à nouveau. La guerre de positions locale se termine pour le régiment le 7 septembre.
La division est chargée et affectée à la 6e armée dans le groupe d'armées « Kronprinz Rupprecht » à environ deux kilomètres au sud d'Agny, occupé par les Britanniques. Fin novembre, les préparatifs de l'opération Alberich commencent. Après dix jours de repos, le 31e régiment est transféré à Miraumont, sur l'Ancre, un affluent de la Somme.

##### 1917
Lors des combats sur l'Ancre, le régiment perd sa 4e compagnie. Après y avoir été retiré en février, il est à nouveau engagé dans l'opération Alberich après l'arrivée de son nouveau commandant de régiment. En mars, le régiment est en position à l'ouest d'Ervillers. À partir du 16 mars, la division est retirée du front sous les ordres du commandant du 85e régiment, le major Paul Thümmel, et se remet en marche vers la ligne Hindenburg au cours des trois jours suivants.
Le lundi de Pâques, jour du début de la bataille d'Arras, le 31e régiment reçoit dans leur quartier de repos l'ordre de prendre position entre Gavrelle et Rœux. Le 11 avril doit être une journée de combat intense pour le 31e régiment, renforcé par la compagnie 2e compagnie du 85e régiment, puisqu'il repousse une attaque. L'artiste peintre Nicolaus Bachmann (de), qui visite les positions à plusieurs reprises pendant la guerre et immortalise cette journée sur un tableau à partir de ses impressions personnelles pour le régiment.
Après avoir quitté sa position le 24 avril, le régiment reçoit des instructions sur la nouvelle approche de la défense derrière le front Siegfried. L'enseignement de la bataille de la Somme est que les défenses ne doivent plus se composer de lignes individuelles avec des points d'appui, mais de systèmes de lignes et de groupes de points d'appui structurés en profondeur.
Le 2 mai, une compagnie de chaque bataillon participe à Cambrai à une parade devant le commandant en chef du groupe d'armées (Rupprecht de Bavière) et celui de la 6e armée (Ludwig von Falkenhausen).
Transféré en Flandre, le 31e prend ses quartiers de repos au sud de Bruges à partir de la fin août. Le 13 septembre, le régiment défile en formation divisionnaire devant le Kronprinz Rupprecht. Ensuite, il est engagé sur l'aile gauche du groupe « Dixmude » (4e armée) dans le secteur de la forêt de Houthulst lors de la bataille de Passchendaele.
Le 13 octobre, le régiment est retiré en formation divisionnaire en direction du front de l'Est pour rejoindre la réserve du groupe d'armées Eichhorn. Le quartier général de ce dernier se trouve à Vilnius et est atteint après un voyage de cinq jours. Le 20 novembre, après une parade de tous les régiments stationnés devant le commandant en chef, Hermann von Eichhorn, la division est à nouveau transférée vers l'ouest après cinq semaines.
Le 26, le 31e régiment atteint Mulhouse, en vue de la Hartmannsweiler Kopf, du Molkenrain et du Grand Ballon. Comme une attaque française est attendue dans le Sundgau, la division est à la disposition de l'détachement d'armée B (Erich von Gündell).

##### 1918

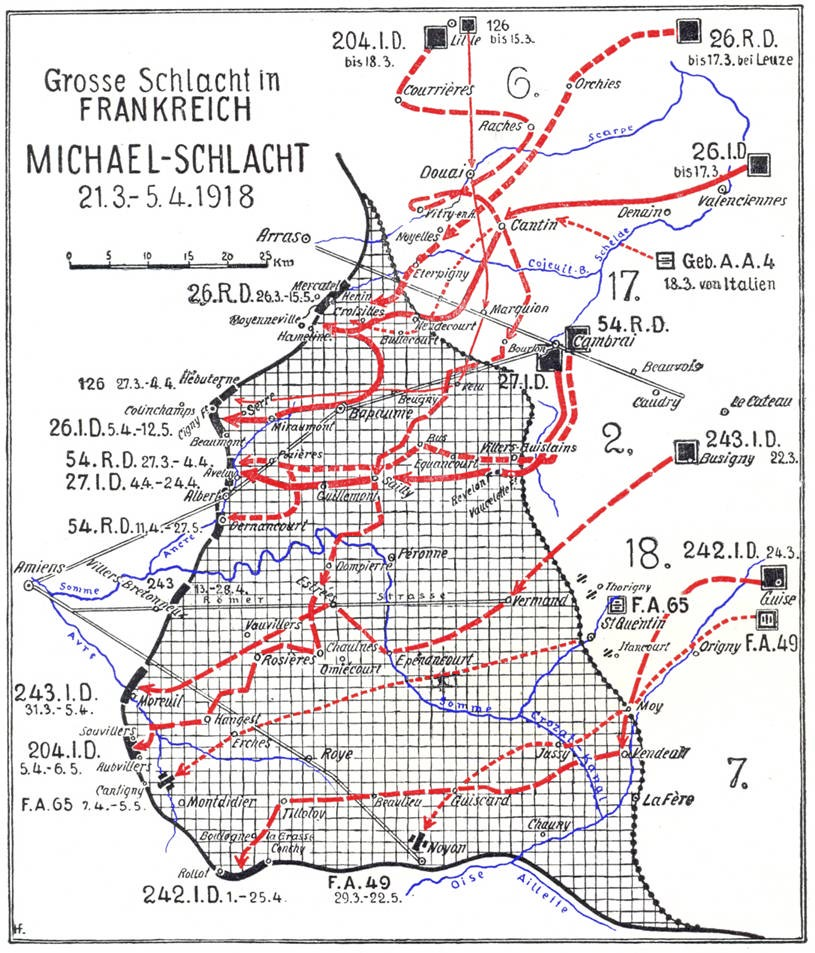
Opération Michael de l'offensive allemande du Printemps

Le 27 janvier 1918, un défilé a lieu devant le général commandant le 10e corps d'armée. Le régiment quitte ensuite Mulhouse le 10 février en direction de Cambrai.
Le régiment est transféré dans la section Gonnelieu-Villers-Guislain du groupe « Busigny ». À partir de la mi-février, la division redevient une division d'intervention afin de se préparer à l'offensive du Printemps prévue. Lorsque l'offensive s'arrête début avril, le régiment combat entre Corbie et Bray. À partir du 18 avril, la division devient une division d'intervention du 23e corps de réserve et est mise au repos à Marcoing. Son commandant, le général Hugo von Kathen, passe le régiment en revue le 21 avril avant qu'il ne retourne au front le 6 mai. Le 8 mai, le 31e régiment se retire de la formation de la 18e division d'infanterie pour la durée de l'engagement et est tactiquement subordonné à la 199e division d'infanterie.
Le régiment est chargé près de Cambrai et transféré à Tournai, à l'arrière du 1er corps de réserve. Lorsque le vent tourne lors de l'offensive du Printemps, la division est transférée au corps Hoffmann (Peter von Hofmann). La division se divise en trois groupes. L'un d'entre eux est le groupe d'Enckevort. Il est chargé de sécuriser les hauteurs autour de Cuffies. Le 27 juillet, le groupe se rend à Quincy-sous-le-Mont pour y servir de réserve de groupe d'armées du groupe « von Etzel » du 17e corps d'armée.
Dans la nuit du 3 septembre, la division se retire de la Vesle derrière l'Aisne. Le régiment se trouve dans le secteur de Chavonne, d'où il est transféré dès le 5 septembre à Vailly, où il perd sa 2e compagnie le 14. La 7e armée est reprise le 27 septembre sur le Chemin des Dames.
Comme la position Siegfried, dont le Chemin des Dames peut être considéré comme le prolongement vers le nord, est abandonnée en octobre, les troupes allemandes quittent également le Chemin des Dames et se replient sur la position Hermann ou la position Hunding, situées à l'arrière. Lorsque l'ennemi fait une percée au Cateau, les bataillons du 31e régiment sont envoyés en renfort dans le secteur d'Aisonville, à hauteur d'Aisonville-et-Bernoville. De là, le régiment doit se replier le 19 octobre sur la rive du canal de la Sambre à l'Oise à Tupigny. Le 4 novembre, c'est là que doit avoir lieu la dernière grande journée de combat du régiment. L'ennemi franchit le canal et le soir, le 31e perd son bataillon de position et la 5e compagnie. Le régiment se retire et atteint la position Anvers-Meuse le soir du 10.

#### Suite
La 18e armée se retire par Namur et traverse la Meuse à Lustin le 15 novembre. À Recht, le régiment atteint l'Allemagne le 22 novembre, traverse l'Eifel et franchit le Rhin le 29 à Bonn. À la suite de la réception du passage du régiment sur le pont du Rhin par le commandant de la division, le baron von Massenbach, ainsi que par le général commandant Oskar von Watter, les classes plus anciennes du régiment ainsi que les Heimat à l'ouest sont libérés du régiment.
Le régiment fondu continue sa route, passe le barrage de l'Eder, traverse Cassel et défile le 20 décembre au château Wilhelmshöhe devant le generalfeldmarschall Paul von Hindenburg. Après six semaines de marches à travers la Belgique, la Rhénanie, la Westphalie, Waldeck et la Hesse-Nassau, le 31e restant attend à Simmershausen d'être rapatriés à Altona. À Hannoversch Münden, les bataillons sont chargés dans le train le 23 ou 24 décembre et arrivent à la gare de marchandises d'Altona (de) le 25 ou 26. Le 28 décembre, à la demande des autorités d'Altona, le régiment défile dans les rues de la garnison et passe devant le commandant du régiment qui se tient devant l'hôtel de ville (de) ainsi que devant le maire Bernhard Schnackenburg (de). Le soir, une fête en l'honneur du régiment rapatrié a lieu dans les salles de l'hôtel Kaiserhof (de), à l'invitation de la ville.
Un conseil de soldats s'est déjà formé à Altona au sein du régiment de réserve. Sur ordre du Conseil supérieur des soldats d'Altona, le régiment actif est dissous le 5 janvier 1919 pour des « raisons politiques » et des parties sont rattachées en tant que compagnie au bataillon de réserve révolutionnaire. Celui-ci dissout la compagnie le 20 janvier. Le colonel élu Max-Friedrich von Schlechtendal (de), ancien chef de bataillon du Régiment de la Paix, prend le commandement à la mi-février 1919 et procède à la démobilisation du 31e régiment. Leur tentative de mettre sur pied un « 31e bataillon de volontaires » à Blankenese échoue face à l'opposition politique. Avec l'arrivée de l'ordre officiel de dissolution du ministère de la Guerre, les travaux de démobilisation restants sont confiés au bureau de liquidation.
Dans la Reichswehr, la tradition est reprise par la 4e compagnie (de mitrailleuses) du 6e régiment d'infanterie (de) de Schwerin, par décret du chef de la direction de l'armée, le général d'infanterie Hans von Seeckt, en date du 24 août 1921.

### Chefs de régiment
Le prince Adalbert de Prusse est nommé premier chef de régiment lors des festivités du couronnement de Guillaume Ier le 18 octobre 1861. Il occupe ce poste jusqu'à sa mort le 6 juin 1873. Lui succèdent le général d'infanterie Julius von Bose du 2 septembre 1873 au 22 juillet 1894 et le général d'infanterie August von Seebeck du 9 septembre 1898 au 27 novembre 1914.

### Commandants
| Grade                 | Nom                                        | Date                                |
| --------------------- | ------------------------------------------ | ----------------------------------- |
| Oberstleutnant        | Wilhelm Gustav Friedrich Wardenburg (de)   |                                     |
| Oberst                | Ferdinand von Stülpnagel                   | 31 mars 1815 - 6 juin 1817          |
| Oberstleutnant/Oberst | Franz Friedrich von Kinski und Tettau (de) | 9 juin 1817 - 9 mars 1827           |
| Oberst                | Friedrich von Gayl (de)                    | 30 mars 1828 - 29 mars 1829         |
| Oberst                | Friedrich von Gayl                         | 30 mars 1829 - 26 mars 1831         |
| Oberstleutnant        | Ernst von Breßler (de)                     | 30 mars 1831 - 9 février 1832       |
| Oberstleutnant/Oberst | Ernst von Breßler                          | 10 février 1832 - 29 mars 1838      |
| Oberstleutnant        | Friedrich von Zaluskowsky                  | 30 mars 1838 - 14 septembre 1839    |
| Oberstleutnant/Oberst | Friedrich von Zaluskowsky (de)             | 15 septembre 1839 - 21 mars 1843    |
| Oberstleutnant        | Adolf Verlohren (de)                       | 22 mars 1843 - 15 janvier 1844      |
| Oberstleutnant/Oberst | Adolf Verlohren                            | 16 janvier 1844 - 29 mars 1847      |
| Oberst                | Karl August von Brandenstein               | 30 mars 1847 - 4 août 1848          |
| Oberst                | Eduard von Brauchitsch (de)                | 5 août 1848 - 3 mai 1850            |
| Oberstleutnant/Oberst | Eduard von Olberg (de)                     | 4 mai 1850 - 24 décembre 1851       |
| Oberstleutnant/Oberst | Hans Paulus Herwarth von Bittenfeld        | 25 décembre 1851 - 25 octobre 1854  |
| Oberstleutnant/Oberst | Ferdinand von Ploetz (de)                  | 26 octobre 1854 - 9 décembre 1857   |
| Oberstleutnant/Oberst | Eduard von Fransecky                       | 10 décembre 1857 - 7 mars 1860      |
| Oberst                | Gustav Friedrich von Beyer                 | 12 avril 1860 - 8 janvier 1864      |
| Oberstleutnant/Oberst | Louis Karl Gustav Adolf von Freyhold       | 9 janvier 1864 - 25 juin 1866       |
| Oberst                | Georg von Wedell (de)                      | 27 juin 1866 - 13 juillet 1870      |
| Oberst                | Wilhelm von Bonin                          | 14 juillet 1870 - 13 février 1874   |
| Oberst                | Karl von Rosenberg (de)                    | 14 février - 8 juin 1874            |
| Oberst                | Karl von Rosenberg                         | 9 juin 1874 - 12 mai 1880           |
| Oberstleutnant        | Heinrich von Ledebur (de)                  | 13 mai - 11 juin 1880               |
| Oberstleutnant/Oberst | Heinrich von Ledebur                       | 12 juin 1880 - 24 février 1886      |
| Oberstleutnant        | Wilhelm von Rössing                        | 11 mars - 14 mai 1886               |
| Oberst                | Wilhelm von Rössing                        | 15 mai 1886 - 21 mars 1889          |
| Oberst                | Friedrich von Obernitz                     | 22 mars 1889 - 23 mars 1890         |
| Oberst                | Franz Friedrich von Pfuhlstein             | 24 mars 1890 - 17 avril 1893        |
| Oberst                | Karl von Hugo                              | 18 avril 1893 - 15 juin 1896        |
| Oberst                | Karl von Ramdohr                           | 16 juin 1896 - 2 juillet 1899       |
| Oberst                | Reinhold von Derschau (de)                 | 3 juillet 1899 - 21 mars 1903       |
| Oberst                | Siegfried von Hinckeldey                   | 22 mars 1903 - 21 mars 1907         |
| Oberst                | Georg von Kleist                           | 22 mars 1907 - 11 juin 1909         |
| Oberst                | Wolf von Wurmb                             | 3 juillet 1909 - 22 avril 1910      |
| Oberst                | Georg von Schüßler (de)                    | 29 avril 1910 - 26 juin 1913        |
| Oberst                | Walter von Bergmann                        | 4 juillet 1913 - 1er août 1914      |
| Oberstleutnant        | Konstantin von Schmidt-Hayn                | 2 août - 30 octobre 1914            |
| Major                 | Joachim Marggraf                           | 1er novembre 1914 - 13 janvier 1917 |
| Major                 | von Hanstein                               | 14 janvier 1917                     |
| Major                 | Georg Wieczorek                            | 19 janvier - 3 février 1917         |
| Major                 | von Hanstein                               | 4 février 1917                      |
| Oberstleutnant        | Otto Billmann                              | 7 février 1917 - 3 avril 1918       |
| Hauptmann             | Bade                                       | 4 avril 1918                        |
| Major                 | Karl von Loßberg                           | 14 avril - juin 1918                |
| Major                 | von Hanstein                               | Juin 1918                           |
| Oberstleutnant        | Otto Wasserfall                            | 5 septembre 1918 - 5 janvier 1919   |